# Грей, Джон Гамильтон (политик, Нью-Брансуик)
Джон Гамильтон Грей (англ. John Hamilton Gray, 1814, Сент-Джордж, Бермуды — 5 июня 1889, Виктория, Британская Колумбия, Канада) — канадский политический деятель, юрист, судья. Премьер-министр Нью-Брансуика. Является одним из отцов канадской конфедерации — принимал участие в конференциях в Шарлоттауне и Квебеке.

## Биография
Дед Джона Гамильтона Грея по линии отца был лоялистом из Бостона, который переселился в Галифакс. Его отец, Уильям Грей, был морским комиссаром в Бермудах, а затем Британским консулом в Норфолке (1819—1845). Грей получил классическое образование в Кингс-Колледже в Уинсоре (Новая Шотландия).
С 1836 года Грей вёл адвокатскую практику в Сент-Джоне и был известен как искусный оратор. Он служил в милиции и дослужился до подполковника. Позднее был активным членом и вице-президентом оружейной ассоциации доминиона (англ. Dominion Rifle Association).
Был женат на Элизабет Ормонд, дочери одного из своих сослуживцев. Имел семерых детей.

## Политическая карьера
Политическая карьера Грея началась в 1850 году, когда он был выбран в законодательное собрание провинции. Долгое время он был оппозиционером к действующей власти, однако в 1856—1857 годах возглавлял правительство Нью-Брансуика.
Несмотря на своё классическое консервативное образование Джон Гамильтон Грей был приверженцем реформ и сторонником объединения Британских колоний в Северной Америке. Он принимал участие в двух первых конференциях по образованию канадской конфедерации. Несмотря на то, что большинство сторонников конфедерации проиграли на провинциальных выборах, Грей прошёл в законодательное собрание, однако его позиции в лагере реформаторов ослабли, и на заключительную конференцию в Лондоне он приглашён не был. Вместе с тем, после образования конфедерации он выиграл первые выборы в палату общин Канады от города и графства Сент-Джон, Нью-Брансуик. Оставался в палате до 1872 года, после чего ушёл в Верховный суд Британской Колумбии.